# Фрасинет (Прахова)
Фрасинет (рум. Frăsinet) насеље је у Румунији у округу Прахова у општини Бреаза. Oпштина се налази на надморској висини од 534 m.

## Становништво
Према подацима из 2002. године у насељу је живело 521 становника, од којих су сви румунске националности.